# Pollitz
Pollitz este o comună în Saxonia-Anhalt, Germania